# 罗曾堡

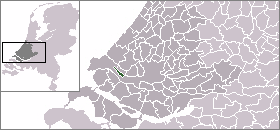
罗曾堡（绿色）在荷兰的位置

罗曾堡（荷蘭語：Rozenburg，發音：[ˈroːzə(m)bʏr(ə)x] ⓘ）是荷兰南荷蘭省鹿特丹的分区，面积6.5平方千米，2023年人口12460。
罗曾堡曾是一个独立的市镇。2008年7月10日，罗曾堡市议会决定解散该市镇，并入鹿特丹。2009年10月27日，荷兰参议院批准该决议。2010年3月18日，罗曾堡并入鹿特丹。2009年1月1日至2010年3月18日，罗曾堡是荷兰面积最小的市镇。